# Gerry Weber Open 2005
Gerry Weber Open 2005 — тенісний турнір, що проходив на трав'яних кортах у місті Halle, North Rhine-Westphalia, Німеччина з 6 червня. Належав до категорії ATP International Series.

## Фінальна частина

### Одиночний розряд
Роджер Федерер —  Марат Сафін 6–4, 6–7(6–8), 6–4

### Парний розряд
Роджер Федерер /  Їв Аллегро —  Йоахім Йоханссон /  Марат Сафін 7–5, 6–7(6–8), 6–3